# Римокатоличка црква у Никинцима
Римокатоличка црква у Никинцима, насељеном месту на територији општине Рума, богослужбени је објекат Католичке цркве који припада Сријемској бискупији. Подигнута је 1973. године.

## Историјат
У историјским изворима жупа се у Никинцима спомиње још 1229. године и да је обновљена 1770. и 1807. године. За матичне књиге постоји податак да су се водиле од 1752. године. Никиначка жупа се развила из мисијске испоставе чије је седиште било у Хртковцима. Први капелан у Никинцима био је Антун Малетић који је као капелан у Никинцима служио од 1782. до 1789. године. Самостална месна капеланија је у Никнцима деловала од 1789. до 1795. године, када Никинци постају самостална жупа. 
Прва жупна црква у Никинцима подигнута у част светог Антуна Падованског, изграђена је 1763. године захваљујући залагању италијанских фрањевачких мисионара. То је била мала дрвена црквица облепљена блатом и окречена, у којој се налазио један олтар посвећен светом Антуну. Друга дрвена црква у Никинцима грађена је од 1800. до 1802. године.
Та црква је порушена у савезничком бомбардовању 7. септембра 1944. године, када су остали само спољни зидови. Рушевине цркве су тако стајале све до 1971. године када отпочиње њена обнова која је завршена 13. јуна 1973. године.